# Peracle
Peracle is een geslacht van weekdieren uit de klasse van de Gastropoda (slakken).

## Soorten
- Peracle bispinosa Pelseneer, 1888
- Peracle depressa Meisenheimer, 1906
- Peracle diversa (Monterosato, 1875)
- Peracle elata (Seguenza, 1875)
- Peracle moluccensis (Tesch, 1903)
- Peracle philiporum (Gilmer, 1990)
- Peracle reticulata (d'Orbigny, 1834)
- Peracle valdiviae (Meisenheimer, 1905)